# عسل‌کش نوک‌کوتاه
عسل‌کش نوک‌کوتاه (نام علمی: Cyanerpes nitidus) نام یک گونه از سرده عسل‌کش است.